# Dick Rickard
Pour les articles homonymes, voir Rickard.
Dick Rickard est un réalisateur américain ayant travaillé aux studios Disney dans les années 1930.

## Filmographie
- 1936 : Cousin de campagne
- 1937 : Blanche-Neige et les Sept Nains (scénario)
- 1938 : Ferdinand le taureau
- 1939 : Le Cochon pratique